# Melatonina
Melatonina – organiczny związek chemiczny, pochodna tryptofanu. U zwierząt jest hormonem syntetyzowanym głównie w szyszynce. Koordynuje pracę nadrzędnego zegara biologicznego u ssaków, regulującego rytmy dobowe, między innymi snu i czuwania.

## Biosynteza melatoniny
Biosynteza melatoniny zachodzi w pinealocytach. Związkiem wyjściowym jest tryptofan, który dzięki działaniu hydroksylazy ulega przekształceniu w 5-hydroksytryptofan, który pod wpływem dekarboksylazy 5-hydroksytryptofanowej przekształca się w 5-hydroksytryptaminę (serotoninę). Dalsza synteza polega na N-acetylacji pod wpływem N-acetylotransferazy serotoninowej (jej aktywność podlega wahaniom dobowym) z powstaniem N-acetyloserotoniny, która ulega O-metylacji z udziałem 5-hydroksyindolo-O-metylotransferazy z wytworzeniem 5-metoksy-N-acetylotryptaminy, czyli melatoniny.
Jest katabolizowana do kynuramin. Jako przykład jednej z najlepiej poznanych kynuramin Jaworek i in. podają N1-acetylo-N1-formylo-5-metoksykynuraminę (AFMK). Związki te, podobnie jak i tryptofan, przypominają właściwościami melatoninę.
Wytwarzanie melatoniny pozostaje pod hamującym wpływem światła. Ekspozycja organizmu w porze snu na oświetlenie powoduje znaczne zmniejszenie syntezy i uwalniania melatoniny. Impulsy nerwowe przekazywane są drogą nerwową rozpoczynającą się w neuronach siatkówki i kończącą w przestrzeniach okołonaczyniowych w pobliżu ciała pinealocytów.
Oprócz szyszynki melatonina jest także syntetyzowana przez siatkówkę i komórki enterochromatofilne przewodu pokarmowego. W układzie pokarmowym odpowiada za spowalnianie procesów trawiennych, choć pobudza wydzielanie enzymów przez trzustkę. Poza regulowaniem rytmów dobowych melatonina ma również korzystny wpływ na układ odpornościowy. Jest też silnym przeciwutleniaczem.

## Melatonina a rytm dobowy
Obecność receptorów melatoniny opisano już w okresie płodowym.
Niemowlęta do 12 tygodnia nie mają ściśle określonego rytmu dobowego (ich organizm prawie wcale nie produkuje melatoniny, dziecko śpi kiedy jest najedzone), dopiero około 20 tygodnia pojawia się wyraźny zarys tego cyklu. Wraz ze starzeniem się organizmu dochodzi do zwapnienia szyszynki, zmniejsza to ilość zsyntetyzowanej melatoniny (dlatego osoby w wieku 80 i więcej lat mają problemy ze snem, często sypiają w dzień i budzą się wcześnie rano).
Rytm dobowy syntezy melatoniny ulega stopniowemu spłaszczeniu wraz z wiekiem, zwłaszcza po 55 roku życia.

## Zastosowanie melatoniny w farmakoterapii
Obecnie sprzedawana jest w postaci tabletek bez recepty jako lek (ATC N05CM17) ułatwiający zasypianie w zaburzeniach rytmu dobowego u pacjentów niewidomych oraz w zaburzeniach snu związanych ze zmianą stref czasowych (zespół nagłej zmiany strefy czasowej). Jest szybko przetwarzana w dwa metabolity: 6-hydroksymelatoninę i 6-sulfotoksymelatoninę.
Zaletą melatoniny w leczeniu bezsenności jest bezpieczeństwo jej stosowania. Nie ma ona silnego działania sedatywnego, nawet w wysokiej dawce, nie wykazuje działania cholinolitycznego, adrenolitycznego i przeciwhistaminowego powodującego sedację, ale też ryzyko tycia. Krótki okres półtrwania powoduje, że ryzyko negatywnego wpływu na sprawność psychoruchową rano jest w przypadku stosowania melatoniny najniższe spośród wszystkich możliwych do użycia w leczeniu bezsenności leków. Nie jest też ona lekiem uzależniającym, nawet przy długotrwałym stosowaniu.
Melatonina o natychmiastowym uwalnianiu może być stosowana w leczeniu bezsenności u osób od 55 r.ż.. Dla preparatu z melatoniną o natychmiastowym uwalnianiu zaleca się:
- w przypadku bezsenności z zaburzeniami zasypiania: 5 mg na 1 godzinę przed snem
- w przypadku zaburzeń utrzymania snu: 5 mg tuż przed snem.

Zalecany okres leczenia to 6–12 tygodni. W przypadku nawracania problemów ze snem wskazany może być dłuższy okres leczenia. Zalecana dawka i okres jej przyjmowania powinny być wówczas ustalone przez osobę dysponującą właściwą wiedzą medyczną. Konieczna jest w takich sytuacjach przede wszystkim ocena, czy u pacjenta występują inne wymagające leczenia schorzenia.
Na rynku farmaceutycznym pojawiają się także postacie leku zawierające melatoninę o przedłużonym uwalnianiu. Dzięki temu jej działanie trwa dłużej, co korzystnie wpływa na jakość snu i obniża ilość nocnych wybudzeń. Zazwyczaj stosuje się dawkę 2 mg, podawaną 0,5 - 1 h przed snem, a w przypadku niewystarczającej odpowiedzi na leczenie zwiększa się ją do 5 mg. Profil bezpieczeństwa takich preparatów jest bardzo korzystny, preparaty te mogą być stosowane już od 2 roku życia (w przypadku bezsenności związanej z zaburzeniami ze spektrum autyzmu).
W leczeniu bezsenności korzystniejsze jest stosowanie formy melatoniny o powolnym uwalnianiu w dawce 2 mg po posiłku 1-2 godziny przed snem. W leczeniu zaburzeń rytmu okołodobowego, zdaniem ekspertów, lepsza skuteczność leczenia związana jest ze stosowaniem melatoniny o natychmiastowym uwalnianiu, która szybko osiąga maksymalne stężenie w surowicy krwi w pożądanym przedziale czasowym, powodując przesunięcie i/lub synchronizację okołodobowych rytmów biologicznych. W celach leczniczych należy stosować preparaty o najwyższej jakości, czyli zarejestrowane jako leki dostępne na receptę lub bez recepty.
Leczenie bezsenności u osób od 65 r.ż. jest utrudnione przez potrzebę poszukiwania kompromisu między skutecznością a bezpieczeństwem terapii oraz konieczność uwzględniania planie leczenia schorzeń współwystępujących i stosowanych w ich leczeniu leków. Pierwszoplanowe znaczenie mają właściwa diagnoza i skuteczność leczenia schorzeń współwystępujących nasilających bezsenność oraz leczenie niefarmakologiczne bezsenności. Dzięki takiemu postępowaniu leczenie farmakologiczne bezsenności, jeśli nadal jest konieczne, może być prowadzone lekami o słabszym działaniu oraz w małych dawkach, co powiązane jest z większym bezpieczeństwem farmakoterapii. Ze względu na występujący od 55 r.ż. znaczny spadek wydzielania melatoniny oraz wysokie bezpieczeństwo jej przyjmowania jako leczenie pierwszego wyboru, szczególnie u pacjentów starszych, obciążonych chorobami somatycznymi, może być rozważana melatonina o przedłużonym uwalnianiu.
Przy nowotworach trzustki, podanie melatoniny lub AFMK wywołuje w komórkach nowotworowych apoptozę.
Melatonina ma także działanie antygonadotropowe. Zniszczenie szyszynki powoduje przedwczesne pokwitanie u dzieci.

## Zastosowanie melatoniny w rolnictwie
Egzogenna melatonina działa także jako hormon roślinny. Może być stosowana do łagodzenia stresów abiotycznych, które mogą powodować obniżenie produktywności upraw rolnych. Badania prowadzone na sałacie rosnącej w warunkach zasolenia gleby wykazały, że stosowanie melatoniny znacznie łagodzi szkodliwe skutki zasolenia. Aplikacja dolistna zwiększa liczbę liści, ich powierzchnię, zwiększa świeżą masę oraz zawartość chlorofilu a i chlorofilu b, oraz zawartość karotenoidów porównaniu z roślinami nietraktowanymi melatoniną. 